# 塞爾吉奧·阿爾瓦雷斯·孔德
塞爾吉奧·阿爾瓦雷斯·孔德（西班牙語：Sergio Álvarez Conde；1986年8月3日—）是一位已退役西班牙足球運動員。在場上的位置是守門員。。